# 勢い
| ウィキペディアには「勢い」という見出しの百科事典記事はありません（タイトルに「勢い」を含むページの一覧/「勢い」で始まるページの一覧）。 代わりにウィクショナリーのページ「勢い」が役に立つかもしれません。 |